# Rudolf Pušenjak
Rudolf "Rudi" Pušenjak-Uragan, slovenski partizan, politik in pisatelj, * 28. marec 1920, Ljutomer(?), † ?.
Kot pripadnik Vzhodnodolenjskega odreda je bil eden izmed odposlancev, ki so se udeležili Zbora odposlancev slovenskega naroda v Kočevju.
Bil je komandant jurišnega bataljona 15. divizije.